# ノーブル・M10
M10は、イギリスのコーチビルダー、ノーブルが製造・販売していたスポーツカー。

## 解説
1999年に発表されたノーブル最初の自動車である。2ドアのオープンで2人乗り。エンジンはフォード製デュラテック2.5ℓV6エンジン。960kgの車重で170馬力を発揮する。
ノーブルが南アフリカ共和国で大量生産を開始する前のモデルのため、かなりの希少車種である。